# Angela Brodtka
Angela Brodtka-Hennig (Wilhelm-Pieck-Stadt Guben, 15 januari 1981) is een voormalig professioneel wielrenster uit Duitsland. Ze vertegenwoordigde haar vaderland bij de Olympische Spelen van 2004 in Athene, maar moest de wegwedstrijd in de Griekse hoofdstad voortijdig beëindigen. 

## Erelijst
2001
- 2e in Europese kampioenschappen, wegwedstrijd, Beloften

2002
- 1e in 3e etappe Thüringen-Rundfahrt der Frauen
- 2e in 4e etappe Tour de l'Aude Cycliste Féminin
- 2e in 5e etappe deel b Tour de l'Aude Cycliste Féminin
- 2e in 10e etappe Tour de l'Aude Cycliste Féminin

2003
- 3e in 4e etappe Eko Tour Dookola Polski
- 3e in 1e etappe Krasna Lipa Tour Féminine
- 1e in 7e etappe deel a Tour de l'Aude Cycliste Féminin
- 1e in 4e etappe Holland Ladies Tour
- 3e in 7e etappe Holland Ladies Tour

2004
- 1e in GP Castilla y Leon
- 3e in 1e etappe Tour de l'Aude Cycliste Féminin
- 1e in 10e etappe Tour de l'Aude Cycliste Féminin
- 1e in 1e etappe RaboSter Zeeuwsche Eilanden
- 2e in 3e etappe deel b RaboSter Zeeuwsche Eilanden
- 3e in Duitse kampioenschappen, wegwedstrijd
- 3e in 2e etappe Giro d'Italia Donne
- 3e in 3e etappe Giro d'Italia Donne
- 1e in 9e etappe Giro d'Italia Donne
- 2e in 3e etappe Thüringen-Rundfahrt der Frauen
- 2e in 4e etappe Thüringen-Rundfahrt der Frauen
- 3e in 1e etappe deel a Holland Ladies Tour
- 3e in 2e etappe Holland Ladies Tour
- 2e in 4e etappe Holland Ladies Tour
- 2e in Rotterdam Tour
- 2e in Rund um die Nürnberger Altstadt
- 3e in Eindklassement UCI Road Women World Cup
- 1e in 1e etappe deel b Giro della Toscana Int. Femminile

2005
- 2e in 4e etappe RaboSter Zeeuwsche Eilanden
- 3e in Duitse kampioenschappen, wegwedstrijd
- 3e in 5e etappe Krasna Lipa Tour Féminine
- 1e in 3e etappe Thüringen-Rundfahrt der Frauen
- 1e in Sparkassen Giro Bochum
- 2e in 4e etappe deel a Holland Ladies Tour

2006
- 1e in Zoetermeer
- 2e in Omloop van Sneek
- 1e in 1e etappe Thüringen-Rundfahrt der Frauen
- 2e in 1e etappe Holland Ladies Tour

2007
- 3e in 1e etappe Tour de l'Aude Cycliste Féminin
- 2e in 3e etappe Tour de l'Aude Cycliste Féminin
- 3e in Duitse kampioenschappen, wegwedstrijd
- 1e in 1e etappe Krasna Lipa Tour Féminine
- 1e in 2e etappe Krasna Lipa Tour Féminine
- 2e in 4e etappe Krasna Lipa Tour Féminine
- 2e in 2e etappe Thüringen-Rundfahrt der Frauen
- 3e in 6e etappe Thüringen-Rundfahrt der Frauen
- 2e in 2e etappe deel b Giro della Toscana Int. Femminile

2008
- 2e in Omloop Het Nieuwsblad
- 2e in Enschede
- 2e in 3e etappe Tour de l'Aude Cycliste Féminin
- 3e in 8e etappe Tour de l'Aude Cycliste Féminin
- 3e in 2e etappe RaboSter Zeeuwsche Eilanden
- 3e in 3e etappe RaboSter Zeeuwsche Eilanden
- 2e in 1e etappe Krasna Lipa Tour Féminine
- 3e in 2e etappe Krasna Lipa Tour Féminine
- 1e in 4e etappe Krasna Lipa Tour Féminine
- 2e in 5e etappe Krasna Lipa Tour Féminine
- 1e in Eindklassement Krasna Lipa Tour Féminine
- 1e in 1e etappe Thüringen-Rundfahrt der Frauen
- 2e in 2e etappe Thüringen-Rundfahrt der Frauen
- 3e in 3e etappe Albstadt
- 3e in Eindklassement Albstadt
- 1e in Betzdorfer City Night
- 3e in 3e etappe Holland Ladies Tour
- 2e in 2e etappe deel b Giro della Toscana Int. Femminile

2009
- 3e in Vierdaagse van Rotterdam
- 1e in 4e etappe Tour de l'Ardèche
- 1e in 5e etappe Tour de l'Ardèche

2010
- 10e in 2e etappe Ladies Tour of Qatar
- 9e in 3e etappe Ladies Tour of Qatar
- 5e in 1e etappe Tour of Chongming Island
- 5e in 2e etappe Tour of Chongming Island
- 6e in 3e etappe Tour of Chongming Island
- 7e in Eindklassement Tour of Chongming Island
- 4e in Tour of Chongming Island World Cup

## Ploegen
- 2000 — Red Bull Frankfurt (Duitsland)
- 2001 —  Red Bull Frankfurt (Duitsland)
- 2002 —  Red Bull (Duitsland)
- 2004 —  Team Farm Frites - Hartol (Nederland)
- 2005 —  Van Bemmelen - AA Drink (Nederland)
- 2006 —  AA-Drink Cycling Team (Nederland)
- 2007 —  Team Getränke Hoffmann (Duitsland)
- 2008 —  DSB Bank (Nederland)
- 2009 —  DSB Bank - Nederland bloeit (Nederland)
- 2010 —  Noris Cycling (Duitsland)